# Konstanz (Schiff, 1964)
Das Motorschiff Konstanz ist ein auf dem Bodensee verkehrendes Passagierschiff der Bodensee-Schiffsbetriebe (BSB).

## Geschichte
Aufgrund von Wirtschaftlichkeitsbetrachtungen entschied sich die Deutsche Bundesbahn (DB) 1963 wegen der höheren Kosten im Vergleich mit einem Motorschiff, ihr letztes Dampfschiff, die Stadt Überlingen, nach nur 34 Einsatzjahren auszumustern. Sie beauftragte noch im selben Jahr die Bodan-Werft in Kressbronn, ein neues Schiff zu bauen. Das Schiff, das ähnlich der Motorschiffe Stuttgart und München ist, aber nur als Zweideckschiff gebaut wurde, sollte auf dem Überlinger See zum Einsatz kommen.
Am 24. Mai 1964 wurde der Neubau unter dem Namen Konstanz in Dienst gestellt, drei Tage später fand die Jungfernfahrt statt.
Da sich das Motorschiff auf den Fahrten im Überlinger See nicht bewährte, wurde es 1965 im Tauschverfahren mit der damaligen Deutschland (spätere Überlingen) von Konstanz nach Lindau verlegt. Die Konstanz bewältigte zusammen mit der Stuttgart den Kursverkehr auf dem Obersee ab Lindau. Sie wurde auch für Rund- und Sonderfahrten verwendet.
Im Winter 2000/2001 wurde das Schiff umgebaut, modernisiert und überholt. Im Frühjahr 2006 tauscht die Konstanz mit dem Motorschiff Schwaben den Heimathafen und kam nach Friedrichshafen, wo sie die Kurs- und Sonderfahrten übernahm. Ab der Hauptsaison 2007 wurde sie wieder überwiegend von Lindau aus eingesetzt, wo sie seit 2008 wieder beheimatet ist.
Im Winter 2009/2010 wurde sie in der BSB-Werft in Friedrichshafen generalüberholt, 2014 wurden die Hauptmotoren ausgetauscht. Neben der öffentlichen Kursschifffahrt für die Weiße Flotte ist sie im Charterverkehr mit Einsatzgebiet Obersee und Überlinger See unterwegs.

Schiffsglocke der Stadt Konstanz, gegossen 1878, auf dem Schiff Konstanz von 1964
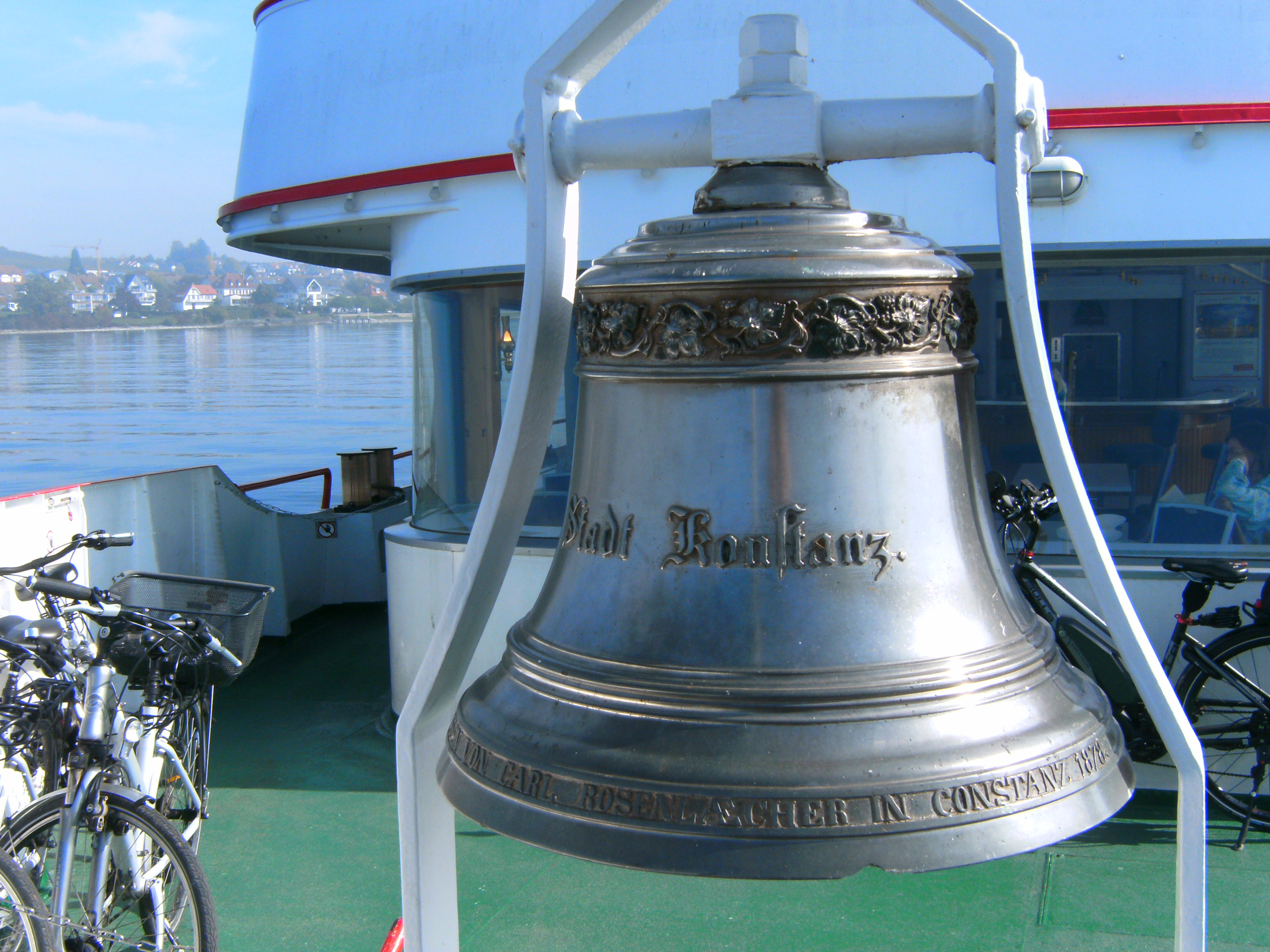